# Denis Charpentier
Denis Charpentier, né à Paris vers 1580 et mort à Paris le 26 avril 1647, seigneur de Saint-Mard, est un proche collaborateur du cardinal de Richelieu. À partir de 1609 et jusqu'en 1642 il exerça les fonctions de premier secrétaire auprès du cardinal-ministre. 

## Biographie

### Origines familiales
Denis Charpentier est le ﬁls cadet de Claude Charpentier (1510-1584), chirurgien et opérateur-oculiste du roi, et de Louise Foucher ( ?-v. 1630), sa femme. La famille semble être bien implanté à Paris depuis plusieurs décennies.   
Claude Charpentier fut marié deux fois. Il épousa d’abord une certaine Jeanne Guyot, dont il eut au mois deux enfants :
- Claude, la fille aînée qui se maria avec Simon Courcol, maître tonnelier et mourut avant 1585.
- Claude, le fils aîné qui devint chirurgien et oculiste ordinaire du roi. Le 11 juin 1594, il épousa Jacqueline Lorin, ﬁlle de Jean Lorin, bourgeois de Paris. Il rédigea son testament le 28 septembre 1620.

Après le décès de sa première femme, Claude Charpentier le père se remaria avec Louise Foucher qui lui donna encore trois enfants : 
- Anne qui se maria quatre fois et mourut sans postérité à l’automne 1644.
- Siméon, praticien. Il disparaît des sources après 1599.
- Denis, futur secrétaire de Richelieu.

### Premier secrétaire de Richelieu
Avant de devenir secrétaire de Richelieu, Denis Charpentier figure, en juillet 1606, comme suivant les ﬁnances, c’est-à-dire un commis employé aux écritures et aux affaires d’un ofﬁcier des ﬁnances.  
Il devint secrétaire de Richelieu vers 1609, faisant partie du tout premier cercle qui fut formé autour du jeune évêque de Luçon. Dans les années 1609-1629 Denis Charpentier partagea les fonctions de secrétaire avec son collègue Michel Le Masle avant de devenir un véritable chef du Cabinet et premier secrétaire du cardinal. De son côté, Le Masle exerça les fonctions de factotum, c’est-à-dire « à la fois intendant, homme d’affaires, voire maître d’hôtel et argentier » de Richelieu. C’est lui qui dirigea toute l’administration privée du cardinal ainsi que sa fortune personnelle. Maximin Deloche, érudit et savant reconnu, a admis que, contrairement aux autres serviteurs, comme Michel Le Masle, la personnalité de Charpentier restait « effacée et imprécise ».  
Denis Charpentier, qui était d’abord un « scribe professionnel » employé pour écrire sous la dictée de Richelieu et imiter sa main, lisait à haute voix la correspondance, épargnant à son maître la lecture ennuyeuse des rapports et mémoires de moindre importance qui afﬂuaient de toutes parts. À la tête du cabinet privé de Richelieu, il fut l’un des instruments indispensables du travail personnel du cardinal pendant près de trente-trois ans.   

Ayant acquis une grande expérience, Denis Charpentier vit rapidement grandir la conﬁance que lui accordait Richelieu. Cette situation exceptionnelle auprès du premier ministre peut être restituée grâce à des lettres personnelles conservées pour une grande part à la Bibliothèque nationale de France, dans le fonds Baluze. La lecture attentive de sa correspondance a fait émerger le rôle fondamental joué par Charpentier au service du cardinal : celui d’informateur-intermédiaire entre Richelieu et d’autres personnages. Ne voulant pas importuner le cardinal, de nombreux personnages s’adressaient à Charpentier qui triait et transmettait les informations à son maître. Ces courriers regorgent de détails se rapportant, entre autres, aux rivalités entre les évêques et les gouverneurs civils, aux conflits militaires, à la politique maritime du cardinal ou aux affaires languedociennes. Gérant principalement les grâces demandées et obtenues, le secrétaire ne participait pas pour autant directement à l’élaboration et à la prise des décisions d’ordre politique.    

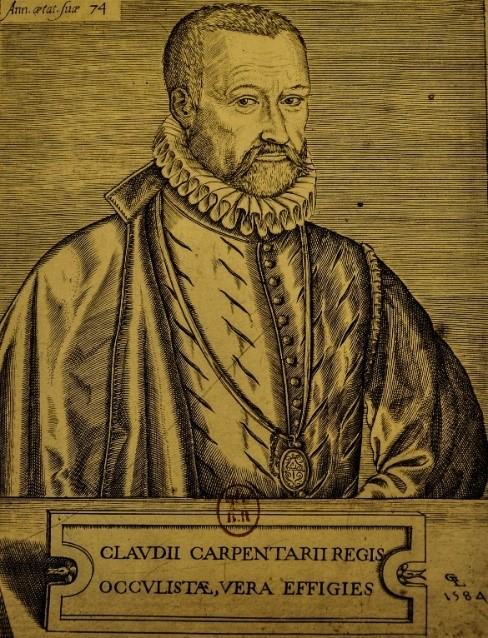
Claude Charpentier, oculiste du roi, père de Denis Charpentier. Gravure de Léonard Gaultier, 1584

En 1629, Denis Charpentier fit rentrer au Cabinet Pierre Cherré (1607-1689), parent de sa femme Antoinette Le Conte qui écrira principalement sous la dictée de Richelieu. Ce renfort soulagera Charpentier et lui permettra d’accomplir d’autres missions, telles que la rédaction des « Mémoires » de Richelieu. Grâce à l’aide de Cherré Charpentier pouvait consacrer davantage de temps à sa correspondance touchant souvent aux affaires du royaume et répondre plus régulièrement à ses solliciteurs.  

### Ascension sociale
D'une fidélité exemplaire, Denis Charpentier entama rapidement son ascension sociale dans la Maison du roi, qui était un véritable  « agent de mobilité sociale » :   
- Le 5 février 1617, il fut nommé à la charge de secrétaire ordinaire de la Chambre du roi,
- En 1619, il obtint des lettres de provision de contrôleur clerc d’ofﬁces dans la Maison de Marie de Médicis,
- En 1620, il devint secrétaire ordinaire de la reine mère[9].

Le 29 août 1630, Denis Charpentier se procura une charge de conseiller et secrétaire du roi, Maison et Couronne de France du collège des Soixante-six. Grâce à cette acquisition, il devint un noble héréditaire comme s’il l’avait été de quatre générations, ce qui en ﬁt juridiquement un gentilhomme. En 1633, il devint commissaire général de la Marine du Ponant.
À partir de 1635, Denis Charpentier ﬁt l’acquisition d’une belle demeure, rue Saint-Thomas-du-Louvre. Il s’agissait très certainement d’une grande maison remaniée au XVIe siècle. Sa demeure présentait toutes les caractéristiques d’un hôtel : l’existence d’une cour, « cet espace clos intérieur qui fait l’hôtel », autour de laquelle se regroupent les locaux et les dépendances, et d’un jardin.
Le 31 mars et le 1er avril 1634, il devint propriétaire de la seigneurie de Saint-Mard aux portes de Dammartin-en-Goële. 
Comblé de dons et de faveurs, non seulement Denis Charpentier constitua une fortune importante, mais il cumula un certain nombre de dignités. Dans l’un des derniers actes notariés au bas duquel il apposa sa signature, son titre ofﬁciel et complet était « Messire Denis Charpentier, seigneur de Saint-Mard, conseiller du roi en son conseil d’État, notaire et secrétaire de Sa Majesté, Maison et Couronne de France et de ses ﬁnances ».
Denis Charpentier mourut à Paris le 26 avril 1647 et fut très probablement enterré dans son église paroissiale Saint-Germain-l’Auxerrois.  

### Union et postérité
Denis Charpentier fut marié, le 9 janvier 1622, à Antoinette Le Conte (v. 1600-1661), originaire de Nogent-le-Rotrou, ﬁlle de Denis Le Conte, receveur de tailles de la seigneurie d’Arcisses, et d’Antoinette Féron. De cette union naquirent au moins quatre enfants – deux garçons et deux ﬁlles –, dont trois atteignirent l’âge adulte :
- Armand Charpentier (1628-1709), baron de Saint-Mard. Il épousa Anne Estienne (1638-1710), une des ﬁlles de Robert IV Estienne, membre de la célèbre famille d’imprimeurs.
- Marie Charpentier (v. 1624-1688). Elle épousa le 27 juillet 1648  Nicolas Coynart-Targer (1624-1688), seigneur de la Malmaison et des Coutures, conseiller du roi au Parlement de Paris et commissaire aux requêtes du palais.
- Marie-Françoise Charpentier (v. 1629-1656). Elle se maria le 14 septembre 1653 avec Edmond de Fieux ( ?-1689), issu d’une riche famille de ﬁnanciers parisiens originaires du Limousin, conseiller du roi en ses conseils, maître des requêtes de son hôtel, seigneur de Muids et de Bonnemare.